# Campeonato Metropolitano de Hóquei em Patins de Portugal
O Campeonato Metropolitano de Hóquei em Patins foi uma competição disputada em Portugal entre 1966/67 e 1973/74. Esta competição apurava o Campeão da Metrópole, ou seja, o Campeão de Portugal e das Regiões Autónomas da Madeira e dos Açores. Era considerada a segunda competição mais importante para os clubes de Portugal logo a seguir ao Campeonato Nacional de Hóquei em Patins.

## História
Em 1966 iniciou-se um novo modelo de competição dos Campeonatos Nacionais de Hóquei em Patins. Até àquele ano, salvo algumas excepções, os melhores da zona sul e da zona norte juntavam-se ao Campeão Ultramarino para se disputar uma fase final de oito equipas, em que as outras sete eram equipas de Portugal. De modo a tornar mais justo o Campeonato para as excelentes equipas ultramarinas da época, foi então alterado o modelo da prova. Criou-se um Campeonato em Portugal que apurava a melhor equipa de Portugal e das ilhas. Geralmente, o Campeão e o Vice-campeão Metropolitano participavam na fase final do Campeonato Nacional de Hóquei em Patins, aos quais se juntavam as duas melhores equipas ultramarinas numa liguilha final para apurar o Campeão Português de Hóquei em Patins, embora tenham havido anos em que essa liguilha fora disputada por uma equipa metropolitana e três ultramarinas.

## Campeões Metropolitanos
| Ano  |                     | Classificações Finais | Classificações Finais | Classificações Finais |
| Ano  | Campeão             | Vice-Campeão          | Terceiro Classificado |                       |
| ---- | ------------------- | --------------------- | --------------------- | --------------------- |
| 1966 | SL Benfica          | Académico FC          | Sporting CP           |                       |
| 1967 | SL Benfica          | FC Porto              | AD Valongo            |                       |
| 1968 | FC Porto            | CD CUF                | CH Carvalhos          |                       |
| 1969 | SL Benfica          | FC Porto              | AD Valongo            |                       |
| 1970 | C Infante de Sagres | AJ Salesiana          | FC Porto              |                       |
| 1971 | SL Benfica          | Sporting CP           | FC Porto              |                       |
| 1972 | SL Benfica          | C Infante de Sagres   | FC Porto              |                       |

## Títulos Por Clube
| Clube               | Títulos | Vice-campeonatos | Terceiro Lugar | Anos (1º, 2º, 3º)                  |
| ------------------- | ------- | ---------------- | -------------- | ---------------------------------- |
| SL Benfica          | 5       | 0                | 0              | 1966, 1967, 1969, 1971, 1972       |
| FC Porto            | 1       | 2                | 3              | 1967, 1968, 1969, 1970, 1971, 1972 |
| C Infante de Sagres | 1       | 1                | 0              | 1970, 1972                         |
| Sporting CP         | 0       | 1                | 1              | 1966, 1971                         |
| Académico FC        | 0       | 1                | 0              | 1966                               |
| AJ Salesiana        | 0       | 1                | 0              | 1970                               |
| CD CUF              | 0       | 1                | 0              | 1968                               |
| AD Valongo          | 0       | 0                | 2              | 1967, 1969                         |
| CH Carvalhos        | 0       | 0                | 1              | 1968                               |